# تل جمده نصر
تل جمده نصر (به عربی: جمدة النصر) یکی از تل‌های باستانی واقع در استان بابل عراق است که به عنوان یک مکان مشهور برای دوره جمدت نصر (۳۱۰۰-۲۹۰۰ قبل از میلاد مسیح) شناخته می‌شود. این تل، یکی از شهرهای قدیمی مربوط به سومری‌هاست. این تل اولین بار در سال ۱۹۲۶ توسط استفان لنگدون حفاری شد که در پی این کاوش، یک لوح سفالی با خطوطی میخی یافت شد. فصل دوم حفاری‌ها در سال ۱۹۲۸ صورت گرفت، اما این فصل بسیار ضعیف ثبت و ضبط گردیده‌است. کاوش‌های بعدی در دهه ۱۹۸۰ و تحت نظارت راجر متیوز -باستان شناس انگلیسی- صورت گرفت.

## باستان‌شناسی

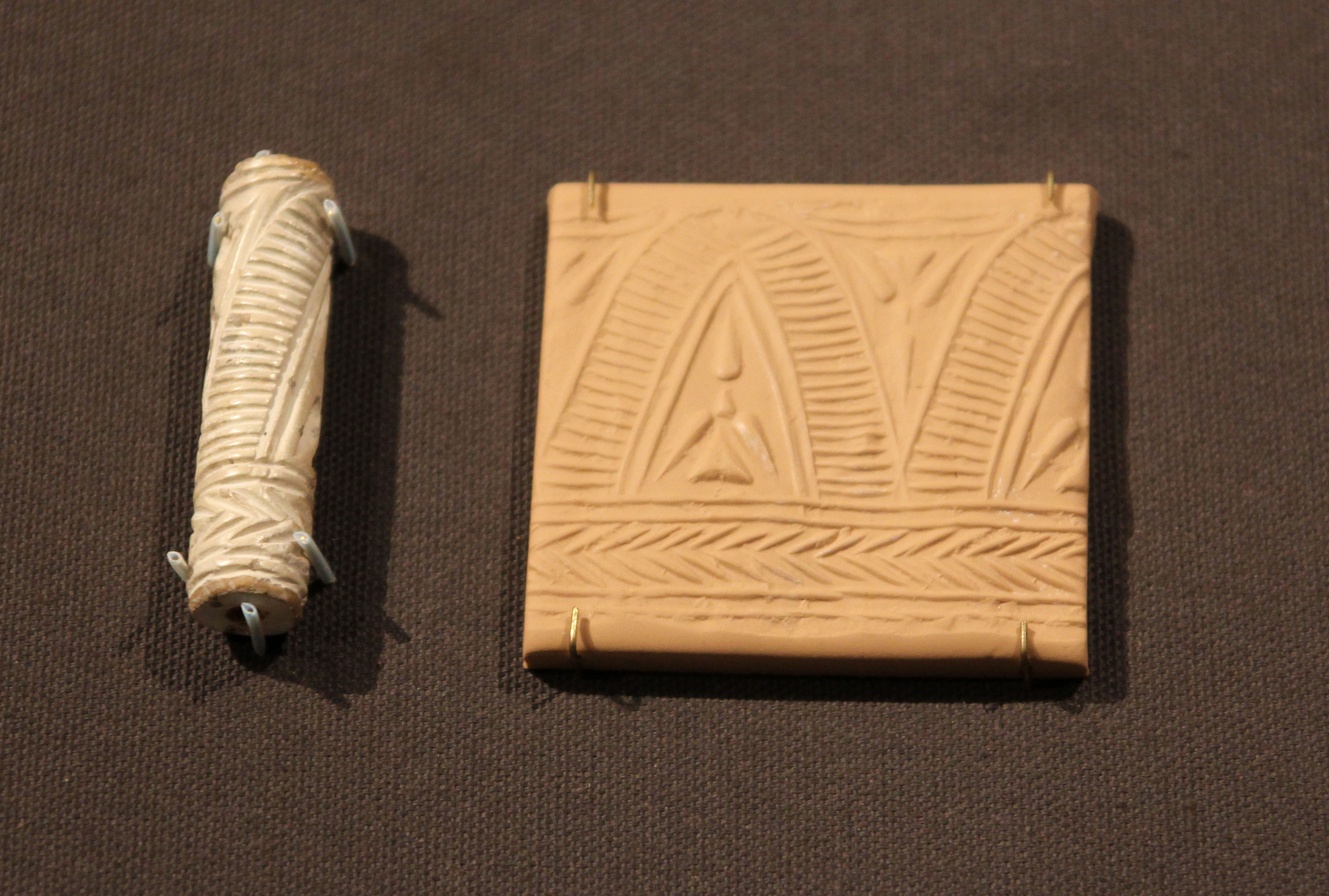
اشیای کشف شده

در سال ۱۹۲۵، تیم کاوشگری در حال حفاری در کیش بودند که گزارشی از یافت شدن الواح سفالی دارای نقش در منطقه جمده نصر (۲۶ کیلومتری در شمال غربی کیش) آنها را روانه منطقه جمده نصر کرد. در همین بازدید، تصمیم بر حفاری در منطقه شد و اولین فصل حفاری در منطقه به سال ۱۹۲۶ به مدیریت استفان لنگدون -استاد دانشگاه آکسفورد- صورت گرفت. اولین کاوش در منطقه به کمک ۶۰ کارگر و به مدت دوماه صورت پذیرفت. در این حفاری، با وجود اشتباهات حفاران، تعداد زیادی از الواح سفالی میخی یافت شد. یافته‌های این کاوش بین موزه ملی عراق در بغداد، موزه اشمولی در آکسفورد و موزه فیلد در شیکاگو تقسیم شد. فصل دوم حفاری در تاریخ ۱۹۲۸ صورت گرفت و از ۱۳ مارس تا ۲۲ مارس به طول انجامید. تعداد حفاران این فصل از کاوش، ۱۲۰ نفر بود. واتلین (مدیر حفاری دوم) هیچ گزارشی را از کاوش‌های صورت گرفته در فصل دوم را ثبت نکرد و تنها چند یادداشت از این حفاری باقی مانده‌است. فصل‌های بعدی کاوش در سال‌های ۱۹۸۸ و ۱۹۸۹ صورت گرفت/۷/ در سال ۱۹۸۹، با مدیریت متیوز، حفاری دیگری صورت گرفت/۸/ فصول بعدی حفاری با برنامه ریزی صورت پذیرفت اما با آغاز جنگ خلیج فارس، در سال ۱۹۹۰، از هرگونه حفاری تا به امروز در این منطقه جلوگیری شد.
سفال‌های یافت شده در این تپه‌ها سفال‌های رنگی هستند و غالباً دارای اشکال هندسی و تصاویر حیوانات است. تصاویری از جمله پرندگان، ماهی‌ها، بزها، عقرب‌ها، مارها و درختان.

## موقعیت و مقیاس
جمده نصر در استان بابل امروزی عراق است که مرکز بین‌النهرین جنوبی بوده‌است. این منطقه، یک مکان نیمه بیابانی است. این تل از دو تپه ۱۶۰ در ۱۴۰ متر و ۳۵۰ در ۳۰۰ متر تشکیل شده‌است، و ارتفاع تپه اول ۲.۹ متر و تپه دوم، ۳.۵ متر است. مساحت تپه اول، ۱.۵ هکتار و مساحت تپه دوم ۷.۵ هکتار می‌باشد.